# Vjalіkі Trastsianets
Vjalіkі Trastsianets (belarusiska: Вялікі Трасцянец) är en by i Belarus. Den ligger i voblasten Minsks voblast, i den centrala delen av landet, 11 km sydost om huvudstaden Minsk. Vjaliki Trastsianets ligger 203 meter över havet och antalet invånare är 2 100.

## Natur
Terrängen runt Vjaliki Trastsianets är platt. Trakten är tätbefolkad. Närmaste större samhälle är Mіnsk, 11,1 km nordväst om Vjaliki Trastsianets.